# 6 de abril nos Jogos Olímpicos de Verão de 1896
O dia 6 de abril de 1896 foi um dia marcado na história por ser o primeiro dia dos primeiros Jogos Olímpicos.

## Eventos

### Cerimônia de Abertura

A cerimônia de abertura no Estádio Panathenaic.

Em 6 de abril (25 de março de acordo com o calendário juliano em uso na Grécia), os jogos da Primeira Olimpíada foram abertos oficialmente; Era a segunda-feira de Páscoa para as igrejas cristãs ocidentais e orientais e o aniversário da independência da Grécia.O Estádio Panathenaic foi preenchido com cerca de 80 mil espectadores, incluindo o rei George I da Grécia, sua esposa Olga e seus filhos. A maioria dos atletas concorrentes estavam alinhados no campo, agrupados por nação. Após um discurso do presidente do comitê organizador, o príncipe herdeiro Constantino, seu pai abriu oficialmente os Jogos com as palavras:

"Eu declaro a abertura dos primeiros Jogos Olímpicos internacionais em Atenas. Viva a Nação. Viva o povo grego".
Depois, nove bandas e 150 cantores de coro realizaram um Hino Olímpico, composto por Spyridon Samaras, com palavras do poeta Kostis Palamas.

### Atletismo

#### 100 metros
Eliminatória 1
| Pos. | Atleta              | Tempo        | Nota |
| ---- | ------------------- | ------------ | ---- |
| 1    | USA Francis Lane    | 12.2 s       | Q    |
| 2    | HUN Alajos Szokolyi | 12.6 s       | Q    |
| 3    | GBR Charles Gmelin  | Desconhecido |      |
| 4    | FRA Alphonse Grisel | Desconhecido |      |
| 5    | GER Kurt Dörry      | Desconhecido |      |

Eliminatória 2
| Pos. | Atleta                        | Tempo        | Nota |
| ---- | ----------------------------- | ------------ | ---- |
| 1    | USA Thomas Curtis             | 12.2 s       | Q    |
| 2    | GRE Alexandros Khalkokondilis | 12.8 s       | Q    |
| 3    | GBR Launceston Elliot         | Desconhecido |      |
| 4    | DEN Eugen Schmidt             | Desconhecido |      |
| 5    | GBR George Marshall           | Desconhecido |      |

Eliminatória 3
| Pos. | Atleta                  | Tempo        | Nota |
| ---- | ----------------------- | ------------ | ---- |
| 1    | USA Tom Burke           | 11.8 s       | Q    |
| 2    | GER Fritz Hoffmann      | 12.6 s       | Q    |
| 3    | GER Friedrich Traun     | Desconhecido |      |
| 4-5  | GRE Georgios Gennimatas | Desconhecido |      |
| 4-5  | SWE Henrik Sjöberg      | Desconhecido |      |

#### Salto triplo
| Pos. | Atleta                | Distância    |
| ---- | --------------------- | ------------ |
| 1    | USA James Connolly    | 13.71 m      |
| 2    | FRA Alexandre Tuffèri | 12.70 m      |
| 3    | GRE Ioannis Persakis  | 12.52 m      |
| 4    | HUN Alajos Szokolyi   | 11.26 m      |
| 5    | GER Carl Schuhmann    | Desconhecido |
| 6-7  | GER Fritz Hofmann     | Desconhecido |
| 6-7  | GRE Khristos Zoumis   | Desconhecido |

#### 800 metros
Eliminatória 1
| Pos. | Atleta              | Tempo        | Nota |
| ---- | ------------------- | ------------ | ---- |
| 1    | AUS Edwin Flack     | 2:10.0       | Q    |
| 2    | HUN Nándor Dáni     | 2:10.2       | Q    |
| 3    | GER Friedrich Traun | Desconhecido |      |
| 4    | GBR George Marshall | Desconhecido |      |

Eliminatória 2
| Pos. | Atleta                    | Tempo        | Nota |
| ---- | ------------------------- | ------------ | ---- |
| 1    | FRA Albin Lermusiaux      | 2:16.6       | Q    |
| 2    | GRE Dimitrios Golemis     | 2:16.8       | Q    |
| 3    | FRA Georges de la Nézière | Desconhecido |      |
| 4    | GRE Angelos Fetsis        | Desconhecido |      |
| 5    | GRE Dimitrios Tomprof     | Desconhecido |      |

#### Arremesso de disco
| Pos. | Atleta                         | Distância    | 1            | 2            | 3            | 4            | 5            |
| ---- | ------------------------------ | ------------ | ------------ | ------------ | ------------ | ------------ | ------------ |
|      | USA Robert Garrett             | 29.15 m      | 27.53        | X            | Desconhecido | 28.72        | 29.15        |
|      | GRE Panagiotis Paraskevopoulos | 28.95 m      | 28.51        | Desconhecido | Desconhecido | 28.88        | 28.95        |
|      | GRE Sotirios Versis            | 27.78 m      | Desconhecido | Desconhecido | Desconhecido | Desconhecido | Desconhecido |
| 4    | GBR George S. Robertson        | 25.20 m      | Desconhecido | Desconhecido | Desconhecido | Não avançou  | Não avançou  |
| 5-9  | FRA Alphonse Grisel            | Desconhecido | Desconhecido | Desconhecido | Desconhecido | Não avançou  | Não avançou  |
| 5-9  | DEN Viggo Jensen               | Desconhecido | Desconhecido | Desconhecido | Desconhecido | Não avançou  | Não avançou  |
| 5-9  | DEN Holger Nielsen             | Desconhecido | Desconhecido | Desconhecido | Desconhecido | Não avançou  | Não avançou  |
| 5-9  | GRE Georgios Papasideris       | Desconhecido | Desconhecido | Desconhecido | Desconhecido | Não avançou  | Não avançou  |
| 5-9  | SWE Henrik Sjöberg             | Desconhecido | Desconhecido | Desconhecido | Desconhecido | Não avançou  | Não avançou  |

#### 400 metros
Eliminatória 1
| Pos. | Atleta              | Tempo        | Nota |
| ---- | ------------------- | ------------ | ---- |
| 1    | USA Herbert Jamison | 56.8 s       | Q    |
| 2    | GER Fritz Hoffmann  | 58.6 s       | Q    |
| 3-4  | GER Kurt Dörry      | Desconhecido |      |
| 3-4  | FRA Alphonse Grisel | Desconhecido |      |

Eliminatória 2
| Pos. | Atleta             | Tempo        | Nota |
| ---- | ------------------ | ------------ | ---- |
| 1    | USA Tom Burke      | 58.4 s       | Q    |
| 2    | GBR Charles Gmelin | Desconhecido | Q    |
| 3    | FRA Frantz Reichel | Desconhecido |      |

## Quadro de Medalhas do/ao final do dia
- Estados Unidos
- Grécia
- França